# Wartenberg (Bajorország)
Wartenberg település Németországban, azon belül Bajorországban. Lakosainak száma 5744 fő (2023. december 31.).

## Népesség
A település népessége az elmúlt időszakban az alábbi módon változott:
| Lakosok száma | 812  | 1806 | 2701 | 3038 | 4868 | 5009 | 5286 | 5396 | 5679 | 5744 |
|               | 1875 | 1950 | 1975 | 1987 | 2012 | 2014 | 2016 | 2017 | 2021 | 2023 |